# American Platinum Eagle
| Platinum Eagle      | Platinum Eagle  |
| ------------------- | --------------- |
| Metall:             | 99,95 % Pt      |
| Rand:               | geriffelt       |
| Prägejahre:         | 1997 bis heute  |
| Vorderseite         |                 |
|                     |                 |
| Motiv:              | Freiheitsstatue |
| Entwerfer:          | John Mercanti   |
| Datum des Entwurfs: | 1997            |
| Rückseite           |                 |
| Motiv:              | siehe Tabelle   |

Der American Platinum Eagle ist eine offizielle US-amerikanische Platinmünze in der Währung US-Dollar. Die Münze zählt zu den Anlagemünzen.
Die ersten Platinum Eagles wurden 1997 von der United States Mint herausgegeben. Es gibt sie in Feingewichten von 1⁄10, ¼, ½ und 1 Feinunze. Die U.S. Mint garantiert, dass die Münzen die angegebene Menge (in Unzen) an „.9995 Feinplatin“ enthalten.
Für Münzsammler werden eigens Münzen in der Qualität „Polierte Platte“ herausgegeben. Die Besonderheit dieser Proof American Platinum Eagles ist, dass sie die einzigen Anlagemünzen der USA sind, die jährlich eine anders gestaltete Rückseite haben.

## Ausführungen
| Größe     | Durchmesser | Dicke   | Gewicht  | Nennwert |
| --------- | ----------- | ------- | -------- | -------- |
| 1⁄10 Unze | 16,5 mm     | 0,95 mm | 3,112 g  | 10 $     |
| ¼ Unze    | 22,0 mm     | 1,32 mm | 7,780 g  | 25 $     |
| ½ Unze    | 27,0 mm     | 1,75 mm | 15,560 g | 50 $     |
| 1 Unze    | 32,7 mm     | 2,39 mm | 31,120 g | 100 $    |

Anmerkung: Bis auf die aufgeprägte Gewichtsangabe und den jeweiligen Nennwert ist das Design der 1/10-, 1/4-, 1/2- und 1-Unzen-Platinum Eagles identisch. Obwohl der Marktwert der Platinum Eagles, wie bei Anlagemünzen üblich, schon aufgrund des reinen Metallwerts deutlich über dem Nennwert liegt, sind diese Münzen theoretisch ein offizielles Zahlungsmittel.

## Rückseiten der Polierte-Platte-Ausgaben
Seit 1998 tragen die Sammlerausgaben in der Qualität Polierte Platte jährlich eine anders gestaltete Rückseite. Motiv ist meist ein Weißkopfseeadler, der vor dem Hintergrund unterschiedlicher Regionen der Vereinigten Staaten oder in Zusammenhang mit einem anderen USA-spezifischen Thema abgebildet wird.
| Jahr | Bild | Motiv | Graveur               |
| ---- | ---- | --- | --------------------- |
| 1997 |      | Adler über den USA. | Thomas D. Rogers      |
| 1998 |      | Ein Weißkopfseeadler fliegt über Neu England, Felsenküste mit Leuchtturm und Vollmond im Hintergrund.                              | Thomas D. Rogers, Sr. |
| 1999 |      | Ein Weißkopfseeadler fliegt über die südöstlichen Feuchtgebiete mit einem Alligator.                                               | Al Maletsky           |
| 2000 |      | Ein Weißkopfseeadler fliegt über ein Feld, eine Scheune und ein Haus im mittleren Westen.                                          | Al Maletsky           |
| 2001 |      | Ein Weißkopfseeadler fliegt über riesige Saguaro Kakteen in Arizona.                                                               | Thomas D. Rogers, Sr. |
| 2002 |      | Fisch jagender Weißkopfseeadler und ein von schneebedeckten Bergen und Bäumen im Nordwesten der USA begrenzter See                 | Al Maletsky           |
| 2003 |      | Weißkopfseeadler thront auf einem Rocky Mountain Kiefernzweig vor dem Hintergrund der Flagge der Vereinigten Staaten               | Al Maletsky           |
| 2004 |      | Gravur inspiriert von der Skulptur von Daniel Chester French mit dem Titel America vor dem US-Zollamt in New York City             | Donna Weaver          |
| 2005 |      | Amerikanischer Weißkopfseeadler hockt auf einem heraldischen Schild mit den Symbolen, die Amerikas Stärke und Schönheit darstellen | Donna Weaver          |
| 2006 |      | „Legislative Muse“, flankiert von zwei Adlern auf Säulen, die die Zweikammer-Legislatur des US-Kongresses repräsentieren           | Don Everhart          |
| 2007 |      | Amerikanischer Weißkopfseeadler, der die Exekutive darstellt                                                                       | Phebe Hemphill        |
| 2008 |      | „Lady Justice“ wird von einem amerikanischen Weißkopfseeadler überwacht, der die Judikative vertritt                               | Charles Vickers       |
| 2009 |      | | Phebe Hemphill        |
| 2010 |      | Blinde Justitia | Phebe Hemphill        |
| 2011 |      | | Phebe Hemphill        |
| 2012 |      | | Charles L. Vickers    |
| 2013 |      | | Joel Iskowitz         |
| 2014 |      | | Joseph Menna          |
| 2015 |      | | Phebe Hemphill        |
| 2016 |      | | Joseph Menna          |
| 2018 |      | | Phebe Hemphill        |
| 2019 |      | | Joseph Menna          |